# Колючинская губа
Колю́чинская губа — второй по величине залив Чукотского моря, глубоко вдающийся вглубь северного побережья Чукотского полуострова. Побережье губы относится к Чукотскому району Чукотского автономного округа.

## Гидроним
В 1793 году была названа губой Графа Безбородки в честь А. А. Безбородко, но название не прижилось, и она получила имя от недалеко расположенного острова Колючин.

## Физико-географическая характеристика
Длина губы составляет 100 км, отделена от моря косой Беляка, ширина у входа составляет всего 2,8 км, максимальная ширина — около 37 км. Глубина — 7—14 м. Приливы полусуточные, их величина — 0,1 м.
Берега преимущественно обрывисты. Очертания южной части Колючинской губы напоминают перевёрнутый ухват, образованный заливами Куэткуйым и Ионивеемкуйым, которые разделены полуостровом Нутэйиквин. В устьях впадающих рек расположены большие дельтовые участки с прибрежными отмелями, галофитными лугами и множеством термокарстовых озёр. Самая крупная впадающая в губу река — Ионивеем протяжённостью около 150 км.
В 70 км к востоку находится лагуна Нэскэнпильгын.

### Донные отложения
Дно Колючинской губы сложено песчанистым илом (в кутовой части — буровато-серым), местами с большим количеством слабо окатанного и неокатанного грубообломочного материала. У выхода из губы на дне залегают пески, на распространение которых оказывают влияние приливо-отливные течения.

### Климат
Климат в районе залива приморский арктический. Припайный лёд в акватории губы появляется в середине октября и полностью исчезает лишь в конце лета. Средняя температура января составляет −23 °C, зимой часты метели. Весна наступает во второй половине мая. Лето сырое и холодное, средняя температура июля +6 °C.

## Фауна
В акватории залива обитают лососёвые — горбуша, чавыча, гольцы, а также сибирская ряпушка и азиатская корюшка, иногда заходит нельма.
На побережье южной части Колючинской губы находятся массовые гнездовья американского лебедя, ряда нырковых уток и куликов, здесь отмечены массовые линные скопления белошея и тихоокеанского подвида чёрной казарки.

## Кораблекрушения
- В начале XX века у берегов Колючинской губы потерпело крушение американское судно «Polar bear», перевозившее оборудование для золотодобывающего прииска.
- В 1983 году в акватории залива был раздавлен торосами и затонул дизель-электроход ледового класса «Нина Сагайдак», при этом пробивающееся к нему на помощь судно «Коля Мяготин» получило огромную пробоину[10].